# Franz Abart

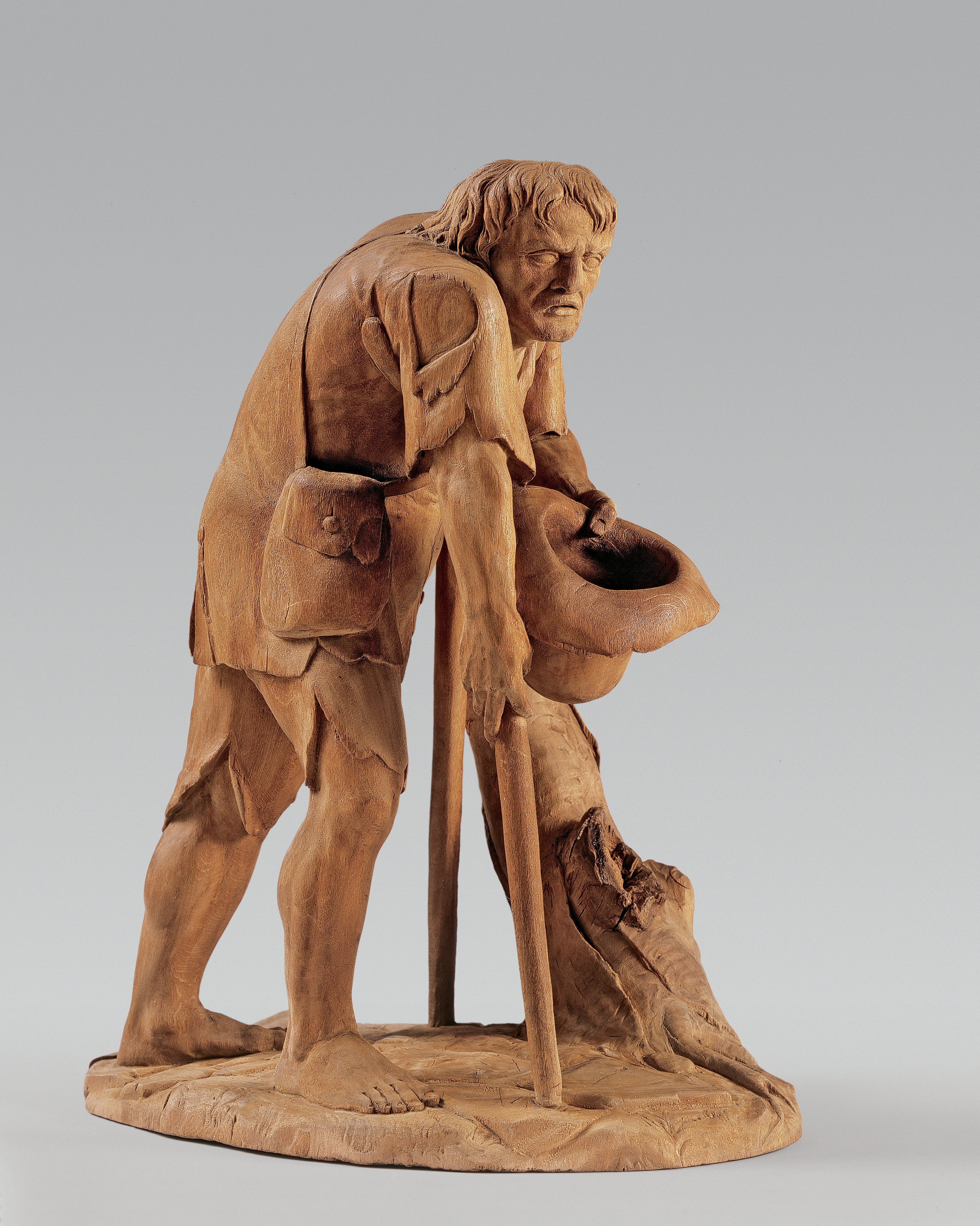
Žebrák, kolem roku 1800

Franz Abart (22. září 1769 Schlinig – 10. září 1863 Kerns) byl švýcarský sochař původem z Jižního Tyrolska. Působil především v Kernsu ve švýcarském kantonu Obwalden a těžištěm jeho tvorby byly krucifixy a reliéfy a sošky světců a postav švýcarských dějin.
Jeho dílo bylo uznáváno především za jeho života a zvláštního ocenění se dostalo sošce Winkelrieda a sošce Mikuláše z Flüe.
Jeho hlavní díla se dochovala v kostele v Kernsu, v Einsiedelnském klášteře a v kostelích v Altdorfu a Alpnachu.